# Lactarius dewevrei
Lactarius dewevrei é um fungo que pertence ao gênero de cogumelos Lactarius na ordem Russulales. Encontrado nos Camarões, foi descrito cientificamente por Douanla-Meli em 2009.